# Takamichi Seki
Takamichi Seki (関 隆倫 Seki Takamichi?, nacido el 16 de enero de 1981 en Chiba) es un exfutbolista japonés. Jugaba de centrocampista y su último club fue el FC Ryukyu de Japón.

## Trayectoria

### Clubes
| Club                 | País  | Año         |
| -------------------- | ----- | ----------- |
| Omiya Ardija         | Japón | 2003        |
| Mito HollyHock       | Japón | 2004 - 2005 |
| Consadole Sapporo    | Japón | 2006 - 2007 |
| Tonan Maebashi       | Japón | 2008        |
| Fagiano Okayama      | Japón | 2008        |
| Okinawa Kariyushi FC | Japón | 2009        |
| FC Ryukyu            | Japón | 2010        |